# Semiothisa proxanthata
Semiothisa proxanthata là một loài bướm đêm trong họ Geometridae.